# جيمي بيرن (لاعب كرة قدم أسترالية)
جيمي بيرن (بالإنجليزية: Jimmy Burn)‏ هو لاعب كرة قدم أسترالية أسترالي، ولد في 17 ديسمبر 1877، وتوفي في 7 سبتمبر 1934.

## وصلات خارجية
- جيمي بيرن على موقع AustralianFootball.com (الإنجليزية)
- جيمي بيرن على موقع AFLtables.com (الإنجليزية)